# Ines Nunes
Ines Nunes (nacida el 14 de agosto de 1987) es una jugadora de Waterpolo femenino portuguesa, jugando en posición central. Es parte del equipo nacional femenino de waterpolo de Portugal. Compitió en el Campeonato Europeo de Waterpolo Femenino de 2016.